# Whoami
whoami는 유닉스 계열의 운영체제나 윈도우 비스타, 윈도우 7, 윈도우 서버 2003, 윈도우 서버 2008에서 현재 사용자의 이름을 출력하는 명령어이다. 명령어의 이름은 영어 문장 "Who am I?"에서 비롯된 것이다.

## 예시

### 유닉스, 유닉스 계열
```
# 
whoami

root

```

### 인텔 iRMX 86
```
--WHOAMI

USER ID: 5

ACCESS ID'S: 5, WORLD

```

### 윈도우, ReactOS
```
C:\Users\admin>
whoami

workgroup\admin

```

## 같이 보기
- who (유닉스)